# Hieracium cryptanthum
Hieracium cryptanthum là một loài thực vật có hoa trong họ Cúc. Loài này được Arv. & Marcailhou mô tả khoa học đầu tiên năm 1891.